# Milan Brglez

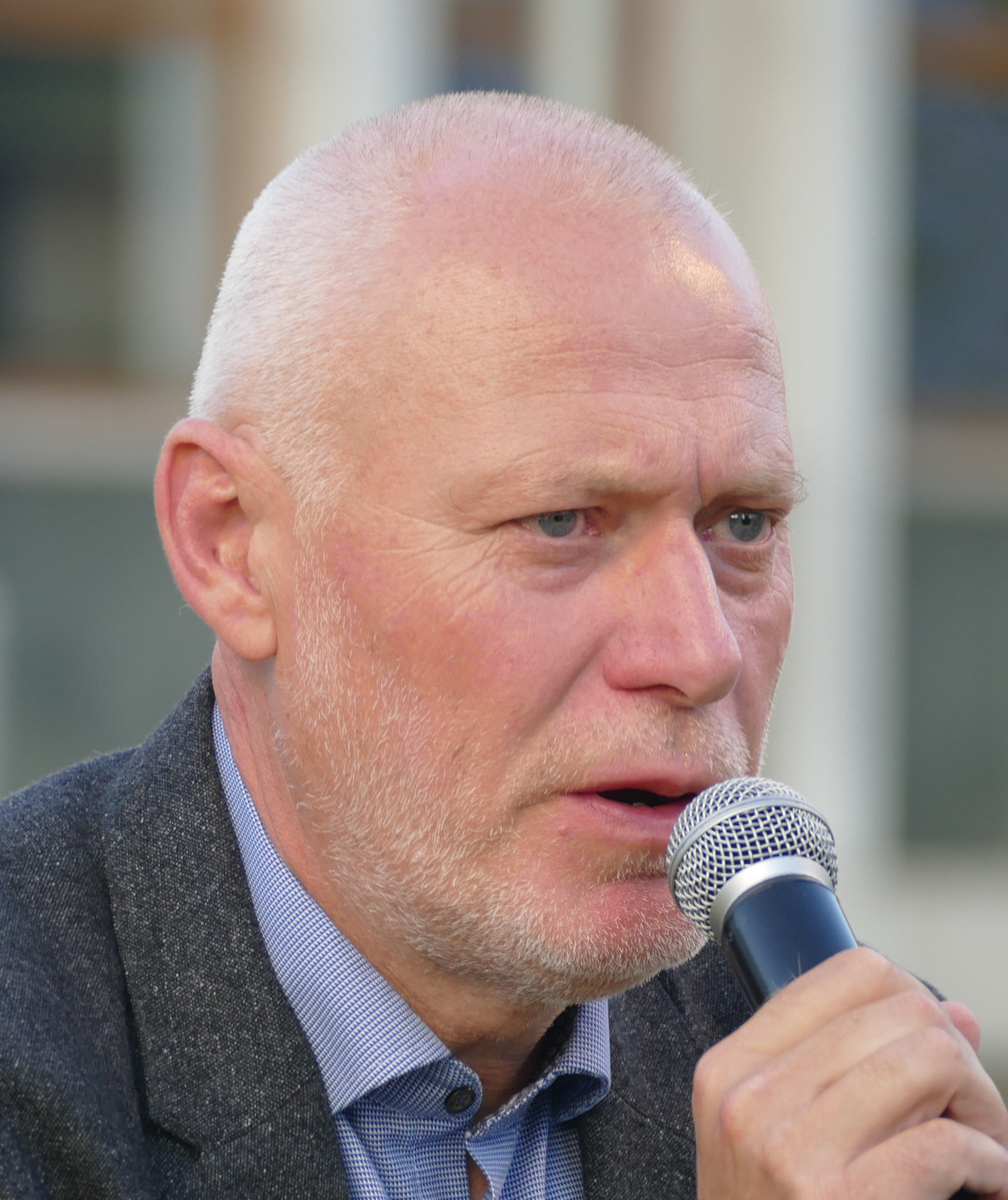
Milan Brglez

Milan Brglez (geboren am 1. September 1967) ist ein slowenischer Politikwissenschaftler und Politiker, der von 2014 bis 2018 Präsident der slowenischen Nationalversammlung war. Seit 2019 ist er Mitglied des Europäischen Parlaments (MdEP). Brglez ist Mitglied der Socialni demokrati, die der Sozialdemokratischen Partei Europas angehören, und war Kandidat bei den Präsidentschaftswahlen 2022.

## Werdegang
Brglez schloss ein Studium der Politikwissenschaften an der Fakultät für Sozial- und Politikwissenschaften und Journalismus der Universität Ljubljana ab und erwarb einen Master in internationalem Recht an der Juristischen Fakultät der Universität Ljubljana. Er promovierte in internationalen Beziehungen mit dem Schwerpunkt Theorie der internationalen Beziehungen mit einer Arbeit zum Thema Die Bedeutung nicht-positivistischer epistemologischer und realistischer ontologischer Annahmen für die Theorie der internationalen Beziehungen und die Forschungsmethoden der internationalen Beziehungen.
1992 begann Brglez seine Arbeit an der Fakultät für Sozial- und Politikwissenschaften und Journalismus als Lehrbeauftragter am Lehrstuhl für Internationale Beziehungen, wo er die Kurse Politik des Völkerrechts, Diplomatische und Konsularische Beziehungen und Internationale Beziehungen abdeckte. Im Jahr 2007 wurde er Assistenzprofessor und Lehrstuhlinhaber für Diplomatische und Konsularische Beziehungen, Theorie der Internationalen Beziehungen, Ausgewählte Fragen des Völkerrechts, Ausgewählte Fragen des diplomatischen Rechts und Europäischer Schutz der Menschenrechte. Im Jahr 2008 übernahm er die Leitung des Lehrstuhls für Internationale Beziehungen an der Fakultät für Sozialwissenschaften (Universität von Ljubljana).

## Politische Karriere
2014 trat Brglez der neu gegründeten Partei von Miro Cerar (Stranka modernega centra) (SMC, 2015 umbenannt in Partei des Modernen Zentrums) bei. Er fungierte als stellvertretender Vorsitzender der Partei. Bei den Parlamentswahlen im Juli 2014 wurde Brglez in die Nationalversammlung gewählt, wo die SMC mit 36 von 90 Sitzen die Mehrheit gewann. Am 1. August wurde er zum Präsidenten der Nationalversammlung gewählt und trat damit die Nachfolge von Janko Veber von den Sozialdemokraten an.
Bei den Wahlen 2018 wurde Brglez mit der Partei SMC erneut in die Nationalversammlung gewählt. Nach einigen Meinungsverschiedenheiten mit Parteifunktionären gab Brglez jedoch am 26. Juni 2018 bekannt, dass er aus der Partei ausgeschlossen wurde. Eine offizielle Entscheidung über seinen Ausschluss liegt bis heute nicht vor. Im November 2018 trat er den Sozialdemokraten bei.
Von 2018 bis 2019 war er stellvertretender Vorsitzender des Ausschusses für die Angelegenheiten der Europäischen Union und Mitglied des Ausschusses für Außenpolitik sowie des Ausschusses für Bildung, Wissenschaft, Sport und Jugend.

### Mitglied des Europäischen Parlaments, seit 2019
Nach den Europawahlen 2019 im Mai 2019 wurde Brglez auf der Liste der Sozialdemokraten Mitglied des Europäischen Parlaments aus Slowenien. Er ist Mitglied des Ausschusses für Beschäftigung und soziale Angelegenheiten und stellvertretendes Mitglied des Ausschusses für Umweltfragen, Volksgesundheit und Lebensmittelsicherheit. Zusätzlich zu seinen Aufgaben in den Ausschüssen ist er Mitglied der interfraktionellen Arbeitsgruppe des Europäischen Parlaments für die Rechte von Lesben, Schwulen und Bisexuellen.